# Raul Meireles
Raul José Trindade Meireles (Porto, 17. ožujka 1983.) bivši je portugalski nogometaš koji je igrao na poziciji veznog.

## Vanjske poveznice
- Raúl Meireles na Goal.com  Arhivirana inačica izvorne stranice od 26. travnja 2012. (Wayback Machine)